# Klaskanine River
Der Klaskanine River ist ein Nebenfluss des Youngs River in Oregon (Vereinigte Staaten). Er hat eine Länge von 26 km und liegt im Nordwesten von Oregon. Der Klaskanine River entspringt in den Bergen des Clatsop County und mündet in den Youngs River. Der Fluss hat 3 Quellflüsse.